# Bernhard Harms
Christian Bernhard Cornelius Harms, född 30 mars 1876 i Detern, Hannover, död 21 september 1939 i Berlin, var en tysk nationalekonom.
Harms blev extra ordinarie professor i Jena 1906 samt ordinarie professor 1907 i Tübingen och 1908 i Kiel. Med stöd av enskild förmögenhet och intima förbindelser med handels- och sjöfartskretsar i Nordtyskland utvecklade han livlig verksamhet för den tyska nationalekonomiska forskningens inriktning på världshushållningsproblem, produktion och handel med världsmarknadsartiklar och de enskilda ländernas ställning som producent- och konsumentområden för sådana artiklar, bland annat Sveriges malmexport och järnindustri. 
Harms gjorde statsvetenskapliga seminariet i Kiel till ett centrum för dylik forskning, vilket lockade studerande från främmande länder, bland annat skandinaver, och som utvecklades till ett slags internationellt nationalekonomiskt institut, vilket han presenterade i sin skrift Das neue Haus des Instituts für Weltwirtschaft und Seeverkehr, wissenschaftliche Forschungs- und Lehranstalt an der Universität Kiel (1920). Från 1913 utgav han "Weltwirtschaftliches Archiv, Zeitschrift für allgemeine und spezielle Weltwirtschaftslehre", med tillhörande skriftserie "Probleme der Weltwirtschaft". 
Emil Sommarin avger följande omdöme i Nordisk Familjebok: "H:s öfverdrifna anspråk på att äfven teoretiskt öppna nya linjer för den nationalekonomiska forskningen afvisades med skärpa äfven af den tyska nationalekonomien, till hvilken hans bidrag som författare varit af föga betydelse. Med sin eminenta organisatoriska förmåga har han upprätthållit och utvecklat institutet och tidskriften äfven under och efter Världskriget."